# Lappion
Lappion is een dorp in het noorden van Frankrijk, 30 km ten oosten van Laon.

## Kaart
De onderstaande kaart toont de ligging van Lappion met de belangrijkste infrastructuur en aangrenzende gemeenten.

## Demografie
Onderstaande figuur toont het verloop van het inwonertal, bron: INSEE-tellingen.
Vanwege een beveiligingsprobleem met de MediaWiki Graph-software is het momenteel niet mogelijk deze grafiek weer te geven. Zodra de software is bijgewerkt zal de grafiek vanzelf weer zichtbaar worden.

## Websites
- (fr)  Statistische informatie op de website van INSEE

1. ↑  Populations de référence 2022.